# Echinanthera
Echinanthera – rodzaj węży z podrodziny ślimaczarzy (Dipsadinae) w rodzinie połozowatych (Colubridae).

## Zasięg występowania
Rodzaj obejmuje gatunki występujące w Ekwadorze, Brazylii i Argentynie (Misiones) oraz być może w Kolumbii i Surinamie. 

## Systematyka

### Podział systematyczny
Do rodzaju należą następujące gatunki:
- Echinanthera cephalomaculata Di Bernardo, 1994
- Echinanthera cephalostriata Di Bernardo, 1996
- Echinanthera cyanopleura (Cope, 1885)
- Echinanthera melanostigma (Wagler, 1824)
- Echinanthera undulata (Wied-Neuwied, 1824)